# 先進格式化
先进格式化（英語：Advanced Format，AF），又稱高级格式化、高階格式化或进階格式化，是一种磁盘扇区格式，特点是用于存储数据的每个扇区大小超过512，520或528字节，达到4096、4160甚至4224字节（4KB）。更大的扇区可以集成更强的错误检测与纠正算法，在更高的数据密度下维持数据的完整性。

## 历史
长数据扇区的使用最开始是由美国国家存储产业联盟（National Storage Industry Consortium，NSIC）在一篇技术论文上提出，论文指出日益增大的数据密度和512字节大小的硬盘扇区格式存在冲突。在磁介质记录系统技术、数据密度和容量都没有革命性进展的情况下，硬盘技术的发展预计会趋于停滞。
作为对这一问题的回应，存储工业的贸易组织国际磁盘设备和材料协会（International Disk Drive Equipment and Materials Association, IDEMA），于2000年成立了IDEMA长数据委员会，以帮助IDEMA、行业头部企业和软件供应商在长数据扇区标准的定义和发展方面合作，包括讨论兼容传统计算组件的方法。2005年8月，希捷给产业伙伴提供了1K物理扇区的测试设备供测试。:Figure 32010年，官方第一代长数据扇区工业标准完成了，使用每扇区4096字节的配置。所有硬盘制造商承诺在2011年1月前面向桌面设备和笔记本产品推出带有先进格式化扇区格式的新硬盘。
"先进格式化"这个名词的产生是为了解释这一长期迭代的长数据扇区技术，其徽标是为了方便用户区分长数据扇区硬盘和传统的512、520、528扇区硬盘。

## 概述
| 描述                         | 512字节扇区 | 4096字节扇区 |
| ---------------------------- | ----------- | ------------ |
| 数据段间隔、同步位、地址标记 | 15字节      | 15字节       |
| 用户数据                     | 512字节     | 4096字节     |
| 纠错码                       | 50字节      | 100字节      |
| 总计                         | 577字节     | 4211字节     |
| 数据使用效率                 | 88.7%       | 97.3%        |

| 0         | 1         | 2         | 3         | 4         | 5         | 6         | 7         | 8         | 9         | 10        | 11        | 12        | 13        | 14        | 15        |
| 物理扇区1 | 物理扇区1 | 物理扇区1 | 物理扇区1 | 物理扇区1 | 物理扇区1 | 物理扇区1 | 物理扇区1 | 物理扇区2 | 物理扇区2 | 物理扇区2 | 物理扇区2 | 物理扇区2 | 物理扇区2 | 物理扇区2 | 物理扇区2 |

初代先进格式化，4K扇区技术，可以通过把本来应该存在8个512扇区的数据聚合成为1个4096字节的扇区，来更有效地利用存储表面介质。传统的512字节扇区架构中的关键设计元素被保留了，具体而言，包括扇区头部的认证和同步标记以及扇区尾部的纠错码（ECC）区域。在扇区头和纠错码区域中间，是被合并的8个512字节扇区，这消除了每个块之间多余的头部区域。长数据委员会选择了4K块大小作为初代AF标准有很多原因，比如4K和CPU、操作系统使用的页面大小一致，并且和数据库系统中的标准事务大小有一定关系。
4K扇区结构带来的格式化效率收益是使磁盘可用空间有7%到11%的提升。4K扇区为ECC区域从50字节拓展到100字节提供了足够了空间，以适应新的ECC算法。增强的ECC覆盖率提升了检测和纠正所处理数据错误的能力，超越了传统512字节扇区的50字节缺陷检测长度。先进格式化标准也使用了和传统512字节扇区相同的数据间隔、同步位和地址标记格式，但是把8个512字节的扇区合并到一个数据域中了。

使用先进格式化和分散ECC的硬盘格式效率

在2010年年中，市面上出货的传统512字节扇区磁盘数量是巨大的，很多系统、程序、和访问硬盘的应用都是面向512字节扇区的惯例而设计的。与长数据扇区委员会的前期合作给组件和软件供应商提供了迁移到先进格式化的机会。
例如Windows Vista、Windows 7、Windows Server 2008和Windows Server 2008 R2（装有特定热补丁）支持512e格式的硬盘  (但不支持4Kn)，FreeBSD和Linux的现代版本同样支持。Mac OS X Tiger之后的版本可以使用先进格式化硬盘并且OS X Mountain Lion 10.8.2还支持加密他们。Windows 8和Windows Server 2012同样支持4Kn先进格式Oracle Solaris 10和11支持4Kn和512e格式的硬盘，对于不是根分区的ZFS文件系统，不过11.1版提供了在512e设备上安装和启动系统的支持。

## 分类
在长数据部门委员会开展的先进格式化提案中，还涉及到了与传统计算解决方案保持向后兼容的方法。为此，创建了几个先进格式设备的类别。

### 模拟512（512e）
许多电脑软硬件组件都假定硬盘的物理扇区大小是512字节。包括芯片组、操作系统、数据库引擎、硬盘分区和镜像工具、备份以及文件系统工具、还有一小部分其他软件。为了兼容传统计算组件，许多磁盘供应商在记录媒介上支持先进格式化，同时使用512字节转换固件。配置成4096字节物理扇区并且带有512字节固件的硬盘，被称为先进格式化512e，或者模拟512驱动器。

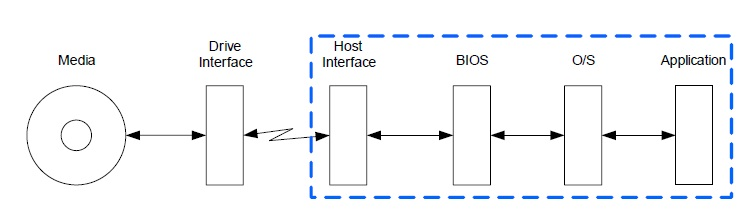
可能使用到基于512字节代码的地方

从4096字节物理格式到512字节虚拟格式的转换对访问硬盘的实体是透明的。读和写命令都会以和传统设备同样的格式发送给先进格式化设备。然而，在读的过程中，先进格式化硬盘加载包含了所需512字节数据所在的整个4096字节的扇区到设备内存中。在数据被送往主机之前，模拟固件提取并将特定数据重新格式化成512字节的块。一般而言，整个过程几乎不会带来性能上的损失。
当写入数据的数据大小不是4K的倍数，或者没有对齐4K的边界时，转换的过程就更加复杂了。在这种情况下，硬盘必须把包含目标数据的整个4096字节扇区读到内存中，然后把新数据合并到先前存在的数据上，然后再向磁盘介质重写整个4096字节扇区。这样的操作，被称为read-modify-write (RMW)，可能需要磁盘旋转额外的次数，从而对系统用户造成可感知的性能影响。IDEMA所做的的性能分析表明，在商业PC环境下5%到10%的写请求是不对齐的，这会导致RMW性能损失。
用户在旧操作系统上使用先进格式化设备时，使用硬盘制造商提供的软件重新对齐磁盘很重要。对于避免所谓跨分配单元的性能降级问题，即偏移的分区导致文件系统分配单元跨越多个物理磁盘分区，磁盘重新对齐是很有必要的。由于分配单元到扇区的对齐时在创建硬盘分区时决定的，而重对齐软件是在创建硬盘分区之后使用的。这有助于减少计算生态系统生成的未对齐写的数量。为了让应用程序准备向高级格式技术过渡而开展的进一步活动是由"高级格式技术委员会"（即先前的长数据扇区委员会）和硬盘制造商带头进行的。

### 原生4K（4K native, 4Kn）

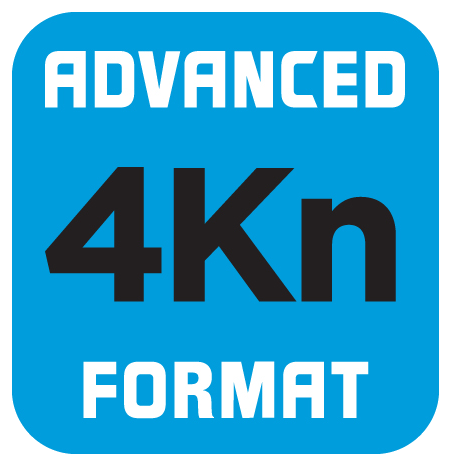
先进格式化原生4K徽标

对于使用原生4K模式的硬盘，不存在模拟层，硬盘设备直接向系统固件和操作系统暴露它的4096、4112、4160或是4224字节大小的物理扇区。通过这种方式，原生4K设备外部可见的逻辑扇区组织会被直接映射到他们内部的物理扇区组织。自2014年4月起，企业级的原生4K硬盘已经上市。
操作系统对4KB逻辑扇区的支持依种类、制造商和版本有所区别。比如，Microsoft Windows自Windows 8和Windows Server 2012（都是在2012年发布）开始支持原生4K，自Linux kernel版本2.6.31和util-linux-ng版本2.17开始Linux支持原生4K (分别在2009年和2010年发布)。
原生4K和模拟512徽标的颜色不同，前者有4个圆角，蓝色背景，以及徽标中心的文本"4Kn"。